# Élections législatives de 1967 dans la Haute-Vienne
Les élections législatives françaises de 1967 se déroulent les 5 et 12 mars 1967. Dans le département de la Haute-Vienne, trois députés sont à élire dans le cadre de trois circonscriptions.

## Élus
| Circonscription | Député sortant   | Parti | Parti | Député élu ou réélu | Parti | Parti       |
| --------------- | ---------------- | ----- | ----- | ------------------- | ----- | ----------- |
| 1re             | René Regaudie    |       | SFIO  | René Regaudie       |       | FGDS (SFIO) |
| 2e              | Jacques Boutard  |       | SFIO  | Marcel Rigout       |       | PCF         |
| 3e              | Louis Longequeue |       | SFIO  | Louis Longequeue    |       | FGDS (SFIO) |

## Résultats

### Résultats à l'échelle du département
| Parti          | Parti                                           | Premier tour | Premier tour | Second tour | Second tour | Sièges |
| Parti          | Parti                                           | Voix         | %            | Voix        | %           | Sièges |
| -------------- | ----------------------------------------------- | ------------ | ------------ | ----------- | ----------- | ------ |
|                | Section française de l'Internationale ouvrière  | 56 400       | 31,58        | 79 481      | 45,29       | 2      |
|                | Fédération de la gauche démocrate et socialiste | 56 400       | 31,58        | 79 481      | 45,29       | 2      |
|                |                                                 |              |              |             |             |        |
|                | Union des démocrates pour la Ve République      | 53 119       | 29,74        | 65 843      | 37,53       | 0      |
|                | Divers droite (gaulliste)                       | 2 160        | 1,21         |             |             | 0      |
|                | Union des républicains de progrès               | 55 279       | 30,95        | 65 843      | 37,53       | 0      |
|                |                                                 |              |              |             |             |        |
|                | Parti communiste français                       | 62 058       | 34,74        | 30 186      | 17,20       | 1      |
|                | Progrès et démocratie moderne                   | 4 876        | 2,73         |             |             | 0      |
|                |                                                 |              |              |             |             |        |
| Inscrits       | Inscrits                                        | 226 922      | 100,00       | 226 895     | 100,00      | 3      |
| Abstentions    | Abstentions                                     | 43 341       | 19,1         | 44 677      | 19,69       |        |
| Votants        | Votants                                         | 183 581      | 80,9         | 182 218     | 80,31       |        |
| Blancs et nuls | Blancs et nuls                                  | 4 968        | 2,71         | 6 708       | 3,68        |        |
| Exprimés       | Exprimés                                        | 178 613      | 97,29        | 175 510     | 96,32       |        |

### Résultats par circonscription

#### Première circonscription (Limoges - Saint-Léonard-de-Noblat)
| Candidat       | Candidat                    | Parti                     | Premier tour | Premier tour | Second tour | Second tour |  |
| Candidat       | Candidat                    | Parti                     | Voix         | %            | Voix        | %           |  |
| -------------- | --------------------------- | ------------------------- | ------------ | ------------ | ----------- | ----------- |  |
|                | René Regaudie sortant réélu | FGDS (SFIO)               | 21 879       | 34,91        | 39 144      | 63,93       |  |
|                | Hélène Constans             | PCF                       | 19 999       | 31,91        | Retrait     | Retrait     |  |
|                | Louis Limoujoux             | UD-Ve                     | 18 639       | 29,74        | 22 090      | 36,07       |  |
|                | Claude Draillard            | Divers droite (Gaulliste) | 2 160        | 3,45         |             |             |  |
|                |                             |                           |              |              |             |             |  |
| Inscrits       | Inscrits                    | Inscrits                  | 79 697       | 100,00       | 79 698      | 100,00      |  |
| Abstentions    | Abstentions                 | Abstentions               | 15 112       | 18,96        | 16 072      | 20,17       |  |
| Votants        | Votants                     | Votants                   | 64 585       | 81,04        | 63 626      | 79,83       |  |
| Blancs et nuls | Blancs et nuls              | Blancs et nuls            | 1 908        | 2,95         | 2 392       | 3,76        |  |
| Exprimés       | Exprimés                    | Exprimés                  | 62 677       | 97,05        | 61 234      | 96,24       |  |

#### Deuxième circonscription (Saint-Junien)
| Candidat       | Candidat            | Parti          | Premier tour | Premier tour | Second tour | Second tour |  |
| Candidat       | Candidat            | Parti          | Voix         | %            | Voix        | %           |  |
| -------------- | ------------------- | -------------- | ------------ | ------------ | ----------- | ----------- |  |
|                | Marcel Rigout élu   | PCF            | 21 233       | 41,59        | 30 186      | 59,38       |  |
|                | Philippe Chabassier | UD-Ve          | 14 928       | 29,24        | 20 648      | 40,62       |  |
|                | Pierre Rabaud       | FGDS (SFIO)    | 13 008       | 25,48        | Retrait     | Retrait     |  |
|                | Philippe Decourt    | CD (PDM)       | 1 881        | 3,68         |             |             |  |
|                |                     |                |              |              |             |             |  |
| Inscrits       | Inscrits            | Inscrits       | 64 968       | 100,00       | 64 949      | 100,00      |  |
| Abstentions    | Abstentions         | Abstentions    | 12 342       | 19           | 12 006      | 18,49       |  |
| Votants        | Votants             | Votants        | 52 626       | 81           | 52 943      | 81,51       |  |
| Blancs et nuls | Blancs et nuls      | Blancs et nuls | 1 576        | 2,99         | 2 109       | 3,98        |  |
| Exprimés       | Exprimés            | Exprimés       | 51 050       | 97,01        | 50 834      | 96,02       |  |

#### Troisième circonscription (Limoges - Bellac)
| Candidat       | Candidat                       | Parti          | Premier tour | Premier tour | Second tour | Second tour |  |
| Candidat       | Candidat                       | Parti          | Voix         | %            | Voix        | %           |  |
| -------------- | ------------------------------ | -------------- | ------------ | ------------ | ----------- | ----------- |  |
|                | Louis Longequeue sortant réélu | FGDS (SFIO)    | 21 513       | 33,16        | 40 337      | 63,58       |  |
|                | Alphonse Denis                 | PCF            | 20 826       | 32,1         | Retrait     | Retrait     |  |
|                | Pierre Mazeaud                 | UD-Ve          | 19 552       | 30,13        | 23 105      | 36,42       |  |
|                | Jacques Dordet                 | CD (PDM)       | 2 995        | 4,62         |             |             |  |
|                |                                |                |              |              |             |             |  |
| Inscrits       | Inscrits                       | Inscrits       | 82 257       | 100,00       | 82 248      | 100,00      |  |
| Abstentions    | Abstentions                    | Abstentions    | 15 887       | 19,31        | 16 599      | 20,18       |  |
| Votants        | Votants                        | Votants        | 66 370       | 80,69        | 65 649      | 79,82       |  |
| Blancs et nuls | Blancs et nuls                 | Blancs et nuls | 1 484        | 2,24         | 2 207       | 3,36        |  |
| Exprimés       | Exprimés                       | Exprimés       | 64 886       | 97,76        | 63 442      | 96,64       |  |